# Авісе Мея
Авісе Мея (2 грудня 1994) — угандійська плавчиня. Учасниця Чемпіонату світу з водних видів спорту 2017, де в попередніх запливах на дистанції 50 метрів вільним стилем посіла 70-те місце і не потрапила до півфіналів.